# Matopo subarida
Matopo subarida är en fjärilsart som beskrevs av Pierre E.L. Viette 1976. Matopo subarida ingår i släktet Matopo och familjen nattflyn. Inga underarter finns listade i Catalogue of Life.